# Zoilos der Jüngere
Zoilos der Jüngere (altgriechisch Ζωίλος) war ein im 2. Jahrhundert v. Chr. tätiger griechischer Bronzebildhauer. Er war ein Sohn des Bildhauers Zoilos der Ältere und schuf zwischen 175/74 und 145 v. Chr. auf Delos eine Statue des „Dionysos von Mylasa“. Unter Ptolemaios VI. bekleidete er ein gehobenes Amt.